# Амальфитано, Ромен
Ромен Амальфитано (фр. Romain Amalfitano; род. 27 августа 1989, Ницца) — французский футболист, атакующий полузащитник клуба «Аль-Фейсали». Ранее выступал за «Эвиан», «Дижон», «Реймс» и английский «Ньюкасл Юнайтед». Младший брат футболиста Моргана Амальфитано.

## Биография
Отец Ромена, Жильбер Амальфитано, также был профессиональным футболистом, выступал в клубах низших дивизионов. Его сыновья, Ромен и Морган, пошли по стопам отца.
Ромен начинал карьеру в клубе «Шатору», за который выступал исключительно на молодёжном уровне. В 2009 году он перешёл в «Эвиан», в составе которого дебютировал как профессионал. Отыграв за этот клуб 22 матча и забив 3 гола во второй лиге Франции, летом 2010 года Амальфитано перешёл в «Реймс». Там он на протяжении двух сезонов являлся одним из основных игроков. В 2012 году Ромен помог своей команде выйти в первую лигу.
В феврале 2012 года Амальфитано договорился о переходе в английский «Ньюкасл Юнайтед» в статусе свободного агента. Летом он подписал с клубом трёхлетний контракт, став седьмым французом в составе «Ньюкасла». В сезоне 2012/2013 он ни разу не вышел на поле в матчах Премьер-лиги, однако провёл пять игр в Лиге Европы. Для получения игровой практики в сентябре 2013 года Амальфитано был отдан в аренду на один сезон клубу «Дижон».
Летом 2014 года Амальфитано договорился о расторжении контракта с «Ньюкаслом» и перешёл в «Дижон» на постоянной основе. Он подписал с клубом контракт на три года.